# Nero (Händel)

Interno della sala con tetto a volta in pietra con lampada. Il dramma "Nerone" fu rappresentato al teatro K. Stora nella primavera del 1882.

Nero o Die durch Blut und Mord erlangte Liebe (L'amore ottenuto con sangue ed omicidio, HWV 2) è la seconda opera di Georg Friedrich Händel, composta nel 1705 su libretto di Friedrich Christian Feustking in tre atti. La prima esecuzione risale al 25 febbraio 1705 presso l'Oper am Gänsemarkt (Opera di Amburgo). La musica è andata perduta.

## Panoramica
Dopo aver ottenuto un notevole successo con la sua prima opera Almira Händel volle tentare di replicare non appena possibile e il mese dopo fu eseguita Nero col sottotitolo Die durch Blut und Mord erlangte Liebe (Nerone, o L'amore ottenuto con sangue e delitto).
Anche Nero fu un successo, anche se di breve durata, visto che l'opera rimase in cartellone solo per 3 rappresentazioni. Il giovane Händel vide confermate le proprie capacità, nonostante il fatto che l'opera in sé non lo soddisfacesse del tutto, e non certo per la qualità della sua musica. Pare infatti che i versi fossero talmente scadenti che lo stesso Händel era molto scontento del librettista, tanto da criticarlo in modo feroce.
(Christian Friedrich Hunold, Theatralische, Galante und Geistliche Gedichte, Hamburg 1705)

## Storia della composizione
Riprendendo quanto anticipato più sopra, la seconda opera di Händel, Nero, sostituì Almira sul palcoscenico del Hamburger Gänsemarkt-Theaters di Amburgo nel febbraio 1705. In relazione allo spettacolo ci fu di nuovo una disputa letteraria sul libretto tra Feustking e Barthold Feind, che, come nel caso di Almira, aveva il proprio libretto con lo stesso contenuto (Die römische Unruhe oder: Die edelmüthige Octavia, musica: Reinhard Keiser, 1705) pubblicato. Lo stesso Händel si espresse in modo critico sulla qualità del libretto di Feustking, che emerge da una dichiarazione tramandata da Christian Friedrich Hunold (detto "Menantes") sulla mancanza di spirito poetico nella poesia, in cui si dice:
(Christian Friedrich Hunold, Theatralische, Galante und Geistliche Gedichte, Amburgo 1705)
Johann Mattheson, che aveva già cantato Fernando in Almira, interpretò Nerone come ultimo dei suoi numerosi ruoli teatrali e poi si dimise dalla carriera di cantante d'opera. Ne scrive:
(Johann Mattheson, Grundlage einer Ehren-Pforte. Hamburg 1740)
Dopo che il lavoro era stato eseguito tre volte, Händel si ritirò anche dall'Opera di Gänsemarkt e si preparò per il suo viaggio in Italia.
In contrasto con Almira di grande successo con venti recite, le tre recite di Nero furono modeste. Però, a causa dell'inizio della Quaresima, il teatro aveva dovuto chiudere.

## Personaggi e ruoli
Il libretto prevede molti personaggi, schermidori, sacerdoti, Arlecchini, Pulcinelle, dame, cavalieri e sgherri, ancora più numerosi di quelli previsti nell'Almira.
| Ruolo                                                                     | Registro vocale | Interprete              |
| ------------------------------------------------------------------------- | --------------- | ----------------------- |
| Nerone, imperatore romano                                                 | tenore          | Johann Mattheson        |
| Ottavia, prima moglie di Nerone                                           |                 |                         |
| Sabina Poppea, l'amante di Nerone, poi la sua seconda moglie              | soprano         | Anna-Margaretha Conradi |
| Tiridate, Principe armeno                                                 | tenore          | Johann Konrad Dreyer    |
| Cassandra, principessa della corona, innamorata di Tiridate               |                 |                         |
| Seneca, filosofo Imperiale                                                |                 |                         |
| Aniceto, favorito dell'imperatore, innamorato di Octavia                  |                 |                         |
| Graptus, liberato da schiavo dell'imperatore Claudio                      | basso           | Christoph Rauch         |
| Schermidori, sacerdoti, arlecchini, pulcinelle, dame, cavalieri e sgherri |                 |                         |

Resto del cast: sconosciuto. Presumibilmente Anna Maria Schober (soprano), Anna Rischmüller (soprano), Margaretha Susanna Kayser (soprano) e il basso Gottfried Grünewald hanno cantato in altri ruoli.

## Azione

### Aspetti storici e letterari
L'assassinio dell'imperatore romano Claudio e l'assunzione del potere di Nerone nel 54, l'assassinio della madre di Nerone Agrippina nel 59 e l'incendio di Roma nel 64 d.C., la campagna di Otone in Lusitania (Portogallo), l'esilio della moglie di Nerone Claudia Ottavia e l'incorporazione degli Armeni nell'impero attraverso l'incoronazione romana Tiridate I di Armenia come re armeno sono negli Annales (12° - 15° libro) di Tacito e nel De vita Caesarum (5° libro: Vita divi Claudi e 6° libro: Vita Neronis) di Svetonio. Il librettista cita anche Xifilino e Cluvio Rufo e Fabio Rustico come scritti predecessori di Tacito. Ad eccezione della principessa profetessa Cassandra, tutte le persone coinvolte sono documentate lì. Tuttavia il libretto riassume eventi storici avvenuti in tempi diversi, come ammette la "prefazione" del libretto di Amburgo:
(Friedrich Christian Feustking, Vorrede zu Die durch Blut und Mord erlangte Liebe, oder: Nero, Hamburg 1705)

## Trama
Luogo: Roma
Periodo: 58–64 a.C.

### Atto 1
La scena è il Campo Marzio da Roma, al centro del quale si trova un'impalcatura alta e ricca di statue. È qui che si svolge la celebrazione per la proclamazione del defunto imperatore Claudio da parte di suo figlio Nerone. Dopo la cerimonia, Nerone si lamenta ancora con Poppea, che desidera, e diventa insistente. Lei lo respinge con diversi mezzi. Poi lei scoprirà che Nerone ha mandato suo marito Ottone in Portogallo per liberarsi di lui. Il principe armeno Tiridate si avvicina a Poppea, impaurita, e le dice che vuole il suo amore. Cassandra arriva vestita da uomo Medio. È delusa perché Tiridate l'aveva già incontrata prima: Poppea ha un'altra ragione per rifiutare. Cassandra e Tiridate sono soli e Cassandra è infuriata, nega di conoscerli. Si apre un luogo basso, e si vede il mausoleo imperiale, dove si trovano i busti del defunto imperatore. Ottavia, che sospetta Nerone, va dai preti. Nerone si è però mescolato tra loro (vestito da prete). Ottavia confida ai sacerdoti, in lacrime, che Nerone ha avvelenato suo padre Claudio e che sospetta che la sua gioia di vivere non durerà a lungo, perché Nerone e Aniceto usciranno arrabbiati con la guardia del corpo. Nerone la insulta pubblicamente, lei lo diffama, giura vendetta, implora pietà, ma viene arrestata. Il consigliere imperiale Seneca invita Nerone a moderarsi nelle sue inclinazioni. Graptus, lo schiavo liberato da Claudio, che ora deve seppellirlo, non lascia dubbi che non piangerà lacrime per il suo vecchio.
Cassandra e Poppea si incontrano in una conversazione amichevole nella grande sala del palazzo. La prima, ancora in abiti maschili, mostra a Poppea un ritratto di Tiridate per giustificare i suoi privilegi su di lui. Poppea, che sospetta che "Cassandra" possa non essere un uomo, incontra Tiridate in un'altra stanza e vuole scoprire da lui chi è nel ritratto. Tiridate ammette che questa immagine è simile a lui, ma nega che sia lui stesso. Quando se ne va e appare Nerone, Poppea ha ancora la foto nelle sue mani. Nerone diventa di nuovo invadente e vuole baciarla, quando scopre il ritratto. Gelosamente glielo strappa. Lei lo placa dicendo che il ritratto è solo in prestito. Seneca consiglia a Nerone di perdonare sua moglie Ottavia, perché vuole cacciarla. Graptus appare con gli arlecchini per una danza intesa a distrarre l'imperatore.

### Atto 2

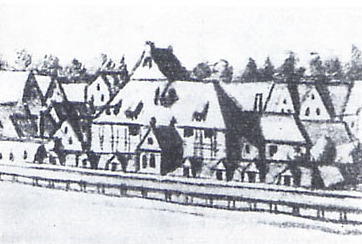
"Opern-Theatrum" sul Gänsemarkt. Particolare del paesaggio urbano di Paul Heinecken, 1726

Nerone e la sua corte sono nel palazzo estivo. Ottavia è seduta vicino al laghetto con una canna da pesca. Agrippina giace nella finestra del palazzo, in fase di ristrutturazione. Nello stesso momento cade un pezzo di pietra del palazzo. Agrippina, che ha rischiato un incidente, sospetta un tradimento. Dice che vogliono seppellirla viva. Ottavia è sicura che fosse intenzionale. Ai precedenti si aggiungono Aniceto e Seneca. Il primo dice a Ottavia che Nerone la sta aspettando a Roma e che tutti i romani ne sono felici. Agrippina, rimasta sola con Seneca, vuole incitarlo ad avvelenare Nerone. Seneca e Aniceto salutano ancora Ottavia con grandi parole nella Sala Imperiale di Roma. Ottavia chiede pietà a Nerone, che glielo concede con l'accenno che presto potrà sdraiarsi di nuovo tra le sue braccia. Ottavia si sente bene. Su consiglio e richiesta di Seneca, anche Agrippina sarà portata a Roma. Seneca va ad applicare la direttiva. Poppea è particolarmente contenta degli eventi. Ora è al sicuro da Nerone. Nerone ora accoglie anche sua madre, arrivata a Roma, con grazia, ma le dà regole di comportamento per astenersi dall'abuso di potere: questo diritto spetterebbe solo a lui. Nerone vuole dare al suo popolo "pane e giochi". Come Paride, vuole scegliere Poppea come la più bella delle tre donne romane che lo circondano, Ottavia, Poppea e Cassandra. Poi Seneca, Cassandra e Tiridate si incontrano. Seneca lamenta la caduta dei valori a Roma. Cassandra spera di ottenere l'amore di Tiridate. Egli sostiene ancora di non conoscere Cassandra, ma chiede il suo nome e il nome della sua patria. Lei confessa di venire dalla terra dei Parti tra il Tigri e l'Eufrate e di essere stata mandata da lì. Quando le viene chiesto, gli dice anche che era anche tra i Medi con il nome di Lachisis. Ma la principessa ereditaria lì (presumibilmente) si è tolta la vita. Ora Tiridate è curioso ed eccitato e vorrebbe conoscere il nome della principessa ereditaria. Lei risponde: "Cassandra". Si dice che la morte sia stata causata da un principe incapace. Tiridate è certo che si riferisca a questo. All'improvviso il suo umore cambia. Ora afferma che Cassandra non può essere morta e accusa la sua controparte di essere bugiarda. Quasi come un pazzo, chiede di Cassandra. Nessuno la conosce. Pensa di essere coinvolto in un complotto. Seneca e Aniceto cercano invano di calmarlo. Stanno cominciando a pensare che il giovane re sia un pazzo colpevole. Graptus, solo in una scena, non capisce più il mondo. Non capisce i suggerimenti di Seneca. (Questo dovrebbe uccidere Nerone, dopotutto.) Inoltre non capisce la storia di un folle Tiridate, che Aniceto ha appreso. In ogni caso, sceglie di non essere mai un filosofo.

### Atto 3

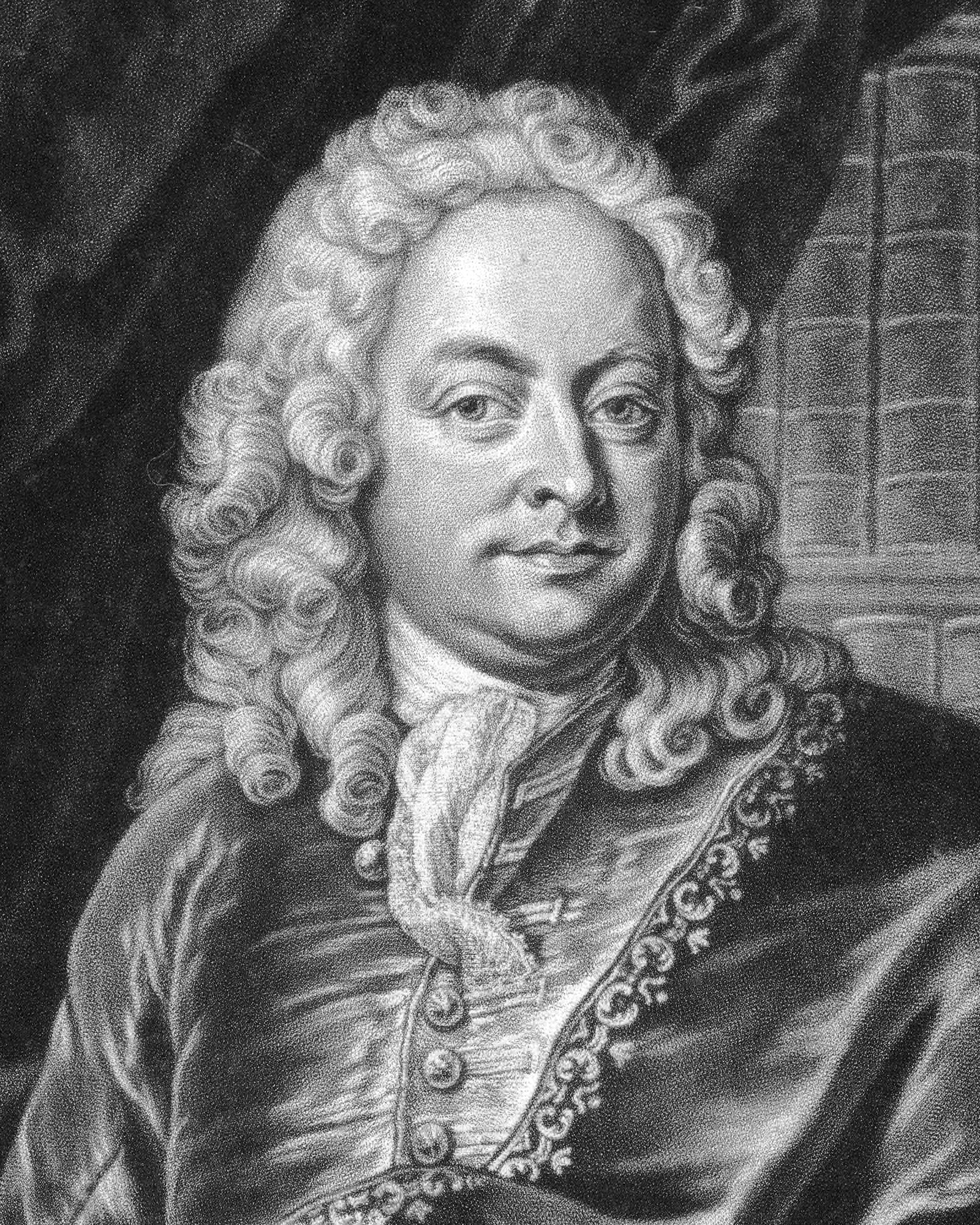
Johann Mattheson, anche direttore d'orchestra, compositore e studioso di musica. Concluse la sua carriera di cantante con il ruolo di protagonista in Nero.

C'è un piccolo palco nel giardino del piacere. La corte imperiale osserva come si apre il sipario e viene riprodotta la storia di Paride, Giunone, Venere e Pallade (che differisce dalla mitologia greca): il bellissimo pastore Paride ammira le verdi vallate e i prati umidi. Arrivano tre ninfe, le dee Giunone, Venere e Pallade e lui ha il compito di decidere quale delle tre è la più bella. Paride è timido e crede di non poter osare prendere una decisione del genere. Cerca di essere diplomatico dichiarando tutte e tre ugualmente belle. Ma Giunone e Venere chiedono una decisione. Lui chiede tempo per pensarci. Tornerà presto. Dopo che Paride ha incontrato ogni donna individualmente, è ancora più indeciso. Dopo molto avanti e indietro, Parigi decide finalmente per Venere. Come risultato le altre due lo insultano come un imbroglione. Il “teatro nel teatro” si chiude con un duetto tra Paride e Venere. Cassandra è sola nel giardino imperiale e si lamenta di essersi tolta il suo strano vestito, ma non le sue preoccupazioni. Soprattutto, ha paura della frenesia di Tiridate. Anche Aniceto è solo. Pensa che Ottavia (come la bella Pallade di questo tempo) e Agrippina (come la potente Giunone di questo tempo) debbano servire da preludio alla loro disgrazia. La loro felicità finora è come una fitta neve, perché Poppea (come l'attuale Venere radiosa) trionferà e presto sarà tra le braccia di Paride (Nerone). Ora è consapevole dell'analogia con la scena di Paride sul piccolo palcoscenico. Tiridate sta ancora cercando Cassandra e, stremato dal dolore, si addormenta. Ora giace sotto un albero nel giardino dell'imperatore. Poppea si avvicina, ma pensa di essere sola. Non sa ancora se dovrebbe essere affascinata da Nerone. Questo sembra essere chiamato e chiede di nuovo di essere adorato da lei. Lei dice che non le piace l'adulazione. Tuttavia sottolinea la serietà della sua richiesta. Inoltre, non vuole solo essere il suo sole laterale, perché c'è Ottavia, l'imperatrice. Tiridate sta ancora dormendo. Cassandra si avvicina ai due che non possono essere d'accordo. Nel sonno Tiridate chiama Cassandra. Poppea e Nero sono infastiditi che qualcuno stesse ascoltando. Alla fine riconoscono Tiridate, sorpresi. Nerone vuole sapere di chi sta parlando Tiridate. Poppea gli ricorda l'immagine che ha in mano. Poppea sospetta che l'uomo con il costume del nuovo re sia la sposa e Cassandra. Nero chiede perché sta cercando di nascondersi. Ora Cassandra riferisce, sentendolo nell'aggiunta, e spiega che Tiridate l'ha lasciata quando erano fidanzati. Come prova lei (travestita da uomo) gli disse che Cassandra si era uccisa per la vergogna e il dolore. Da qui la confusione mentale (apparente) di Tiridate. Quando gradualmente si sveglia, gli viene detto che Cassandra è viva e in piedi accanto a lui: grande sorpresa, nobile perdono e grande gioia.
Nella nuova scena sta bruciando Roma, che può essere vista da una montagna. Alcuni assassini piromani saltellano con torce accese. Ottavia, Agrippina e Seneca concordano sul fatto che Nerone sia il mandante dell'incendio doloso. Si decide con Aniceto di tacere sulle atrocità dell'imperatore. Ma Aniceto coglie l'occasione per dire a Ottavia del suo amore per lei. Nerone, che interviene, accusa Ottavia di una relazione con Aniceto. Ordinato dall'imperatore, Aniceto dichiara il suo amore per Ottavia e confessa ipocritamente che nemmeno Agrippina è fedele all'imperatore. Nerone bandisce sua moglie. Tiridate riceve nuovamente la corona reale di Armenia e diventa un alleato di Roma. Nerone concorda anche sul fatto che Tiridate dovrebbe essere sposato con Cassandra. Poppea ammette di non poter resistere all'annuncio di Nerone. Seneca è felice e si congratula con te. Finalmente la gente riceve "pane e giochi" e canta, non impressionata da tutte le atrocità: Hymen gesegne diß edele Paar! (Imene ha benedetto questa nobile coppia!).

## Musica
La musica di Nero non è sopravvissuta. Nel 1830 fu venduta una partitura autografa di Nero proveniente dalla tenuta del mercante di musica e organista di Amburgo Johann Christoph Westphal. Inoltre si può presumere che Händel abbia portato con sé in Italia l'autografo o la partitura del regista (“copia a mano”) o lo abbia depositato presso la principessa Carolina di Brandeburgo-Ansbach alla corte di Hannover mentre si recava in Italia. Tuttavia, si possono fare alcune osservazioni non prive di interesse sulla musica di Nero: secondo Friedrich Chrysander, esiste una partitura manoscritta di Almira scritta da Johann Mattheson. All'inizio del XIX secolo, Georg Poelchau, un berlinese d'elezione, acquistò questa copia dal vecchio archivio dell'opera di Amburgo. Due ouverture appartengono a questa partitura berlinese. Si ritiene che la seconda ouverture sia quella che appartiene ad Almira. L'altra ouverture, inclusa come la prima, è un po' un enigma in termini di autore e appartenenza. Poiché Händel stava già lavorando su Nero prima che l'Almira fosse completamente terminata e Mattheson era coinvolto nel dare consigli su entrambe le opere, l'ipotesi che questa ouverture appartenga a Nero non sarebbe inconcludente. Una seconda possibilità sarebbe ovviamente che la prima ouverture di Georg Philipp Telemann fosse quella che compose per la nuova produzione dell'Almira di Händel al Teatro di Amburgo nel 1732.
Sappiamo dal libretto che Händel compose in Nero per un coro indipendente (non un “gruppo solista”). Quindi qui i sacerdoti romani e il popolo romano volubile e facilmente influenzabile apparivano come gruppi attivi.
Inoltre, si può dedurre dal libretto che la danza o il balletto devono aver avuto un ruolo importante. Ci sono balli e gruppi di ballo dei combattenti o schermitori, anche dei preti, degli arlecchini, dei "Mordbrenner" (piromani e assassini) e dei cavalieri con le loro dame.